# 桜佐町
桜佐町（さくらさちょう）は愛知県春日井市中南部にある町名。丁番を持たない単独町名である。

## 地理
- 西部を上条町、北部･東部を熊野町、南部を名古屋市守山区吉根と隣接している。
- 庄内川対岸に一部だが桜佐町に属している地域がある。そこへ行くには名古屋市守山区を経由するルートしかないため、事実上の飛び地となっている。

### 河川
- 内津川 ： 町の西部を南流し庄内川に接続。
- 庄内川 ： 町の南部を西流。

## 世帯数と人口
2019年（平成31年）4月1日現在の世帯数と人口は以下の通りである。
| 町丁   | 世帯数 | 人口  |
| ------ | ------ | ----- |
| 桜佐町 | 45世帯 | 107人 |

### 人口の変遷
国勢調査による人口の推移
| 1995年（平成7年）  | 114人 | [ 5 ] |  |
| 2000年（平成12年） | 108人 | [ 6 ] |  |
| 2005年（平成17年） | 90人  | [ 7 ] |  |
| 2010年（平成22年） | 115人 | [ 8 ] |  |
| 2015年（平成27年） | 91人  | [ 9 ] |  |

## 学区
市立小・中学校に通う場合、学区は以下の通りとなる。また、公立高等学校に通う場合の学区は以下の通りとなる。
| 番・番地等 | 小学校               | 中学校               | 高等学校 |
| ---------- | -------------------- | -------------------- | -------- |
| 全域       | 春日井市立神領小学校 | 春日井市立南城中学校 | 尾張学区 |

## 交通

### 最寄り駅
- JR中央本線 春日井駅

## 名所・旧跡

### 名所
- 八龍神社

## その他

### 日本郵便
- 郵便番号 : 486-0823[3]（集配局：春日井郵便局[12]）。